# Втрати 3-ї окремої танкової бригади
У статті описано обставини загибелі бійців 3-ї окремої важкої механізованої бригади.

## Обставини втрат

### 2022
- 25 квітня 2022 — Вакуленко Сергій Олегович, сержант, командир танка. Загинув в районі села Новопрокопівка Пологівського району Запорізької області внаслідок артилерійського обстрілу.[1]
- 4 липня 2022 — Присяжнюк Олександр, 58 років. Отримав смертельне осколкове поранення від ворожої міни поблизу міста Слов'янськ на Донеччині[2].
- 15 вересня 2022 — Герасимович Василь Миколайович, старший сержант, командир танку. с. Довгалівка Харківської області[3]

### 2023
- 4 березня 2023 — Лукашевич Віктор, 53 роки, солдат. Загинув під час виконання бойового завдання під містом Куп'янськ на Харківщині[4].
- 21 березня 2023 — Скакунов Богдан, 25 років, солдат. Загинув під час виконання бойового завдання біля села Комісарове на Харківщині[5].
- 2 травня 2023 — Гелета Микола Анатолійович. Солдат, водій піхотного батальйону. Загинув в районі села Рублене Харківської області[6]
- 6 липня 2023 — Сасін Володимир Миколайович, старший солдат. Загинув в Харківській області[7].
- 28 серпня 2023 — Шквара Олександр, старший солдат. Помер під час виконання службових обов'язків на території інженерно-саперної роти своєї військової частини в селі Гусинка на Харківщині. Після важких боїв, які він пройшов, серце захисника не витримало[8].
- 11 грудня 2023 — Олександр Неділько, капітан медичної служби.[9]

### 2024
- 26 січня 2024 — Циганков Андрій, сапер, молодший лейтенант. Загинув на Харківщині.
- 9 лютого 2024 — Полончук Андрій Петрович, кулеметник. Загинув поблизу н. п. Білогорівка Сєвєродонецького району.[4]
- 10 лютого 2024 — Гоголь Євген, 36 років, сержант. Помер в Харківському шпиталі внаслідок ускладнень від пневмонії, на яку захворів під час бойових чергувань на фронті[5].
- 20 лютого 2024 — Дмитро Самар, старший солдат, водій автомобільного відділення взводу матеріально-технічного забезпечення.[4]
- 22 березня 2024 — Гаврілов Володимир Григорович, майор, старший офіцер служби сил підтримки. Загинув в Харківській області[8].
- 1 липня 2024 — Сивун Олег Вікторович, Солдат. Загинув поблизу н.п. Першотравневе Харківської області[2].
- 1 липня 2024 — Когут Михайло («Мішаня»), 38 років, солдат. Загинув на позиціях біля селища Степи на Харківщині[5][10].
- 14 липня 2024 — Гуменюк Олег Володимирович, сержант, інженерно-саперна рота. Загинув в районі н.п. Єгорівка Харківської області[11].
- 12 вересня 2024 — Римар Олександр Миколайович. 39 років, с. Виноградне Мурованокуриловецької громади на Вінниччині. Загинув на Харківщині[12]
- 15 вересня 2024 — Радич Дмитро Олексійович. 32 роки, с. Нещеретове Білокуракінської громади Луганської області. Загинув на рідній Луганщині[12]
- 22 листопада 2024 — Приведа Олексій Анатолійович, молодший сержант. Помер під час проходження військової служби в м. Ярмолинці[13].
- 10 грудня 2024 — Віт Сергій, 33 роки, молодший сержант. Загинув унаслідок вогневого ураження ворожим дроном поблизу села Степи в Ізюмському районі Харківщини[2].

### 2025
- 17 січня 2025 — Богдан Горбулько, 12.04.1986, капітан, командир роти вогневої підтримки[14].
- 22 січня 2025 — Богдан Гусак, 17.01.1995, м. Хмельницький. Командир мінометного розрахунку. Загинув під час виконання бойового завдання на Харківщині[15].
- 4 березня 2025 — Сіранчук Ігор Миколайович, головний сержант. Загинув в Харківській області[16].
- 22 травня 2025 — Сергій Юрійович Демиденко, 26 років. Загинув на Харківщині.